# Smooth jazz
Smooth jazz es un subgénero del jazz, y concretamente del jazz fusión, influido estilísticamente por el rhythm and blues, el funk y el pop.

## Origen y evolución
A mediados de la década de 1970 el soul jazz experimentó un viraje hacia terrenos más comerciales, que tuvo como protagonistas a destacados músicos de jazz como George Benson. Benson, que había grabado una serie de aclamados discos en la tradición bop se situó, desde mediados de la década de 1970, como un fenómeno comercial con álbumes como Breezin (1976) o Give me the Night (1980), en los que primaba su faceta como cantante. 
Chuck Mangione, desde una perspectiva similar, se especializó en baladas que integraban elementos bop con melodías ligeras inspiradas en el pop más comercial, inaugurando en discos como Bellavia o Chase the Clouds Away (1975) el sonido característico de lo que luego se conocería como smooth jazz. 
Al Jarreau había comenzado una prometedora carrera como cantante de jazz con We Got By (1975), pero pronto derivó hacia la interpretación de baladas soul y jazz-pop de índole más comercial (Jarreau, 1983). 
The Yellowjackets, por su parte, exhibía un sonido a medio camino entre el jazz fusión más experimental de Weather Report y el pop-soul más comercial (Mirage a Trois [1982], Samurai Samba [1983]).
También ya en los años 1980, la banda Spyro Gyra obtuvo un éxito comercial sin precedentes con una música que mezclaba elementos del pop ligero, el soul y el jazz fusión, desempeñando un importante papel al familiarizar al público con los sonidos del jazz. 
Destaca también la banda Fourplay, del pianista estadounidense Bob James.
Entre otros artistas que han trabajado en el género cabe destacar a Kenny G, David Sanborn, Michael Franks, Russ Freeman & The Rippingtons, Gerald Albright, Yellowjackets, Ben Sidran, George Howard, Chris Botti, Bob James, Bob Baldwin, Tom Schuman, Pat Metheny, Don Grusin, Dave Grusin, Lee Ritenour, Larry Carlton, Najee, Roberto Tola, Brian Culbertson, Eric Marienthal, Kirk Whalum, Miguel Gandulfo, Paul Taylor, Candy Dulfer, Dave Koz, Donald Fagen, Stevie Wonder, Jeff Lorber, Sergio Mendes, Shakatak, Simply Red, Dionne Warwick, Eryka Badu, Lalah Hathaway,  Lionel Richie, Iván Lins, Rita Lee, Djavan, Michael McDonald, Kim Carnes, Chaka Khan, Philip Bayley, Bobby Caldwell o Fattburger.

## Características
El smooth jazz se desarrolló a partir de una reelaboración más comercial del legado que habían dejado los músicos de soul jazz y fusión, caracterizándose por el uso frecuente de sintetizadores; por un ritmo ligero y sin pretensiones, de bases funky; por un sonido elegante y alejado de la racionalidad del bebop o de la energía del soul jazz o del funk; y donde el aporte general de la banda importaba más que cada uno de sus elementos por separado. Uno de los instrumentos más ampliamente asociados con este estilo es el saxo soprano, inspirándose en ejecutantes como Grover Washington, Jr., Wayne Shorter y Nathan Davis, junto con cierto acento de guitarra eléctrica, influido por artistas como Wes Montgomery y Grant Green. 
Con derivados modernos —incluyendo el reciente jazz adulto contemporáneo— el smooth jazz ha logrado bastante éxito como formato para radio; sin embargo, desde 2007, la popularidad del formato al parecer comenzó a declinar en ese medio, siendo abandonado por algunas emisoras de renombre a lo largo de Estados Unidos, lo que contrasta con el fuerte apoyo que continúan brindándole sus aficionados en conciertos y venta de grabaciones.